# Palacio Ducal de Parma
El Palacio Ducal de Parma fue la residencia de los duques de Parma desde el siglo XVI hasta la absorción del ducado por parte del reino de Italia en 1859. No se trataba de un único edificio, si no de varias propiedades particulares adquiridas progresivamente que luego fueron embellecidas, pero que nunca llegaron a formar un conjunto homogéneo, si no una agrupación de proyectos diversos e inacabados. El Palazzo della Pilotta formaba parte del conjunto del Palacio Ducal.
En 1944, el núcleo residencial del palacio fue gravemente dañado por los bombardeos aliados en el marco de la Segunda Guerra Mundial, no fue reconstruido, en la actualidad en su lugar se sitúa un gran espacio vacío y ajardinado conocido como la Piazza della Pace.

## Historia

### Elcorridoredel duque Octavio (1547-1586)

La evolución del Palazzo della Pilotta y del Palacio Ducal, que aparece en el extremo superior derecho.

La historia del edificio se remonta al traslado de la capital del ducado a Parma y al asesinato del duque Pedro Luis Farnesio, no obstante, fue su hijo, el duque Octavio quien solventara el problema de la residencia, forzosamente modesta comparada con la de Piacenza, debido a la desastrosa situación económica de las arcas ducales.
Al lado oeste de la ciudad al otro lado del torrente de Parma, en el Oltretorrente, transformó la antigua fortaleza de los Visconti en una residencia estival rodeada de jardines, el actual Palazzo del Giardino. Mientras en el centro histórico de la ciudad, al este, en la actual Strada Garibaldi,  adquirió varios palacios y casas nobiliarias para servir de Palacio Ducal de Parma.
Hubo que esperar a 1580, para que el duque Octavio aceptara dignificar un poco las residencias ducales, edificando un gran corridore (corredor) que conectara el Palacio Ducal y la Rocchetta (fortaleza) Sforza al este del río con el Palazzo del Giardino al oeste. El proyecto se hacía eco de la idea, jamás llevada a término, de unir las dos residencias de los Farnesio en Roma, el palacio Farnesio y la Farnesina, a través de un puente.Del mismo modo, era un reformulación del corredor vasariano de Florencia, que permitía al gran duque de la Toscana transitar, a través de un corredor elevado, entre sus dos residencias principales, el Palazzo Vecchio y el Palacio Pitti. Del corredor parmesano, iniciado en 1581 y parado en 1586, actualmente se conservan fragmentos, como, por ejemplo, los dos primeros niveles del lado sur del patio de la Pilotta. Se ha atribuido su autoría al arquitecto Francisco Paciotto, que luego trabajaría en España para Felipe II.
Ambos lados del torrente de Parma, por lo tanto, fueron dignificados, uniendo además la ciudad antigua, al este, con la zona más empobrecida de Oltretorrente, al oeste.
El duque Alejandro, que reinó entre 1586 y 1592, no mostró interés en continuar las obras de dignificación de la residencia ducal.

### El gran complejo de la Pilotta de Ranuccio I (1592-1622)
Al contrario que su padre, el duque Ranuccio I si decidió edificar un nuevo e inmenso palacio, el Palazzo della Pilotta, alejado de la escala de la ciudad y que cortaba violentamente su malla urbana, como muestra del creciente poder y prestigio de la familia Farnesio. La nueva edificación, agrupada al norte de corredor del duque Octavio, se inspiraba sobre todo en el palacio-monasterio de El Escorial, con su disposición ortogonal a través de patios, su escala monumental y su "estilo desornamentado".
Fue el arquitecto Simone Moschino el responsable del proyecto, aunque con la importante contribución del propio duque Ranuccio I.

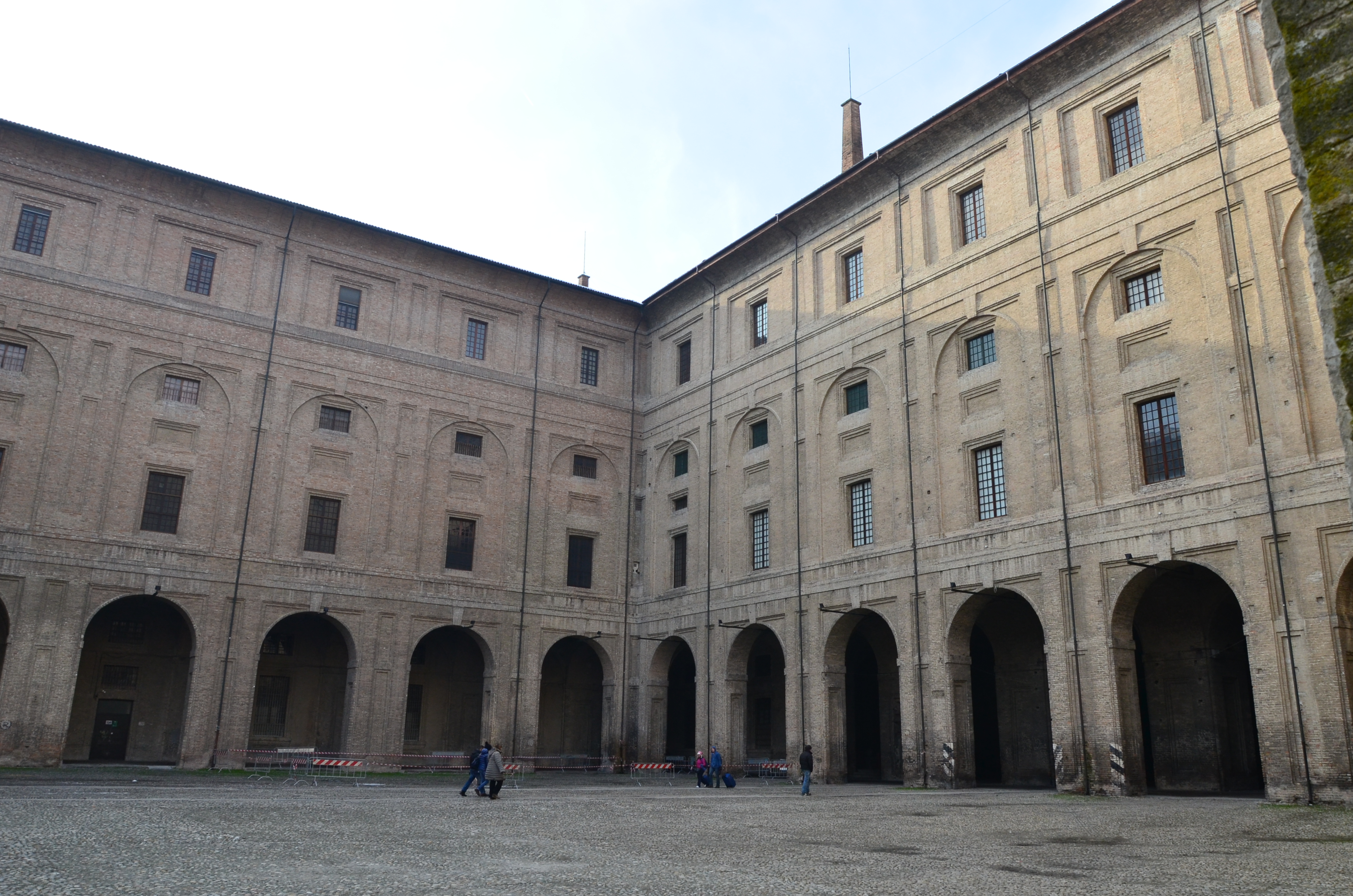
La sobria y monumental arquitectura del patio central de la Pilotta.

El Palazzo della Pilotta debía ser esencialmente un palacio "dei servizi", es decir, que contuviera diversos servicios vinculados a la corte ducal, cosa que permitiría, al mismo tiempo, desahogar y dignificar el viejo Palacio Ducal situado un poco más al este. Sería a través de varias galerías y patios como se distribuiría el complejo, que incluiría un gran salón de festejos, una escalera monumental, establos, cocheras, guardarropas y números alojamientos para la servidumbre, distribución de nuevo inspirada en El Escorial. Del mismo modo, también la escalera imperial del edificio español servía de fuente de inspiración a la del palacio parmesano.

El Teatro Farnese, parcialmente reconstruido tras los bombardeos de la Segunda Guerra Mundial.

La primera campaña de trabajos se realizó entre 1602 y 1611 e incluyó el patio meridional del conjunto, actual patio de la Pilotta, edificado alrededor del corredor del duque Octavio. Solo la zona este, colindante con el Palacio Ducal y la iglesia de San Pietro Martire quedó inacabada. La segunda campaña se inició en 1617, con la transformación del gran salón del ala oeste en el Teatro Farnese, cosa que obligó a resituar varios servicios, como las caballerizas, reedificadas más al norte. La tercera campaña dio inicio en 1620, con las obras de la fachada suroeste cara a la Ghiaia, que quedaron incompletas debido a la muerte del duque en 1622. En las dos últimas campañas, el arquitecto colaborador del duque fue Pier Francesco Battistelli.

### Los últimos Farnesio (1622-1731)
El cardenal-regente Odoardo nombró en 1622 al arquitecto romano Girolamo Rainaldi como nuevo arquitecto de corte, y su primer objetivo fue la terminación de la Pilotta con una gran fachada barroca al este, culminada por una altísima torre central. Sin embargo, nada se realizó al final, quedado el Palazzo de la Pilotta como una gran edificación inacabada, producto de proyectos contradictorios, que nunca fue habitada por la familia ducal y que se destinó a servicios accesorios. Los últimos duques de la casa Farnesio, tampoco lograron alejar a los monjes dominicos del monasterio de San Pietro Martire, que debía ser derribado para la continuación de las obras.
Del mismo modo, el auge del modelo versallés, basado en la idea de una gran residencia campestre con una ciudad ordenada edificada exnovo alrededor, hizo que los duques centraran sus actividades edilicias en Colorno o Sala Baganza, lejos de la centralidad de Parma.
Las trasformaciones en la Pilotta y el Palacio Ducal, aún una heteróclita mezcla de varios edificios, se focalizaron sobre todo en el interior, adecuando los espacios para la vida ceremonial y cotidiana y para exponer la magnífica colección artística y la biblioteca de los Farnesio.
Tras la muerte del último duque de la casa Farnesio, Antonio, en 1731, el ducado fue heredado por el infante Carlos de España, hijo de la reina Isabel Farnesio. Convertido en rey de Nápoles en 1734, Carlos de Borbón ordenaría el traslado de las fabulosas colecciones de los Farnesio a Nápoles entre 1735 y 1738. Actualmente se exponen en el Museo Nacional de Capodimonte y en el Museo Arqueológico Nacional.

### Los monumentales proyectos de la Casa de Borbón (1748-1802)
Tras un interludio de más de diez años, en los que Parma fue feudo de la casa de Austria, en 1748 el ducado recuperaba su independencia con el tratado de Aquisgrán, y el infante Felipe de España, otro hijo de Isabel Farnesio, se convertía en nuevo duque.

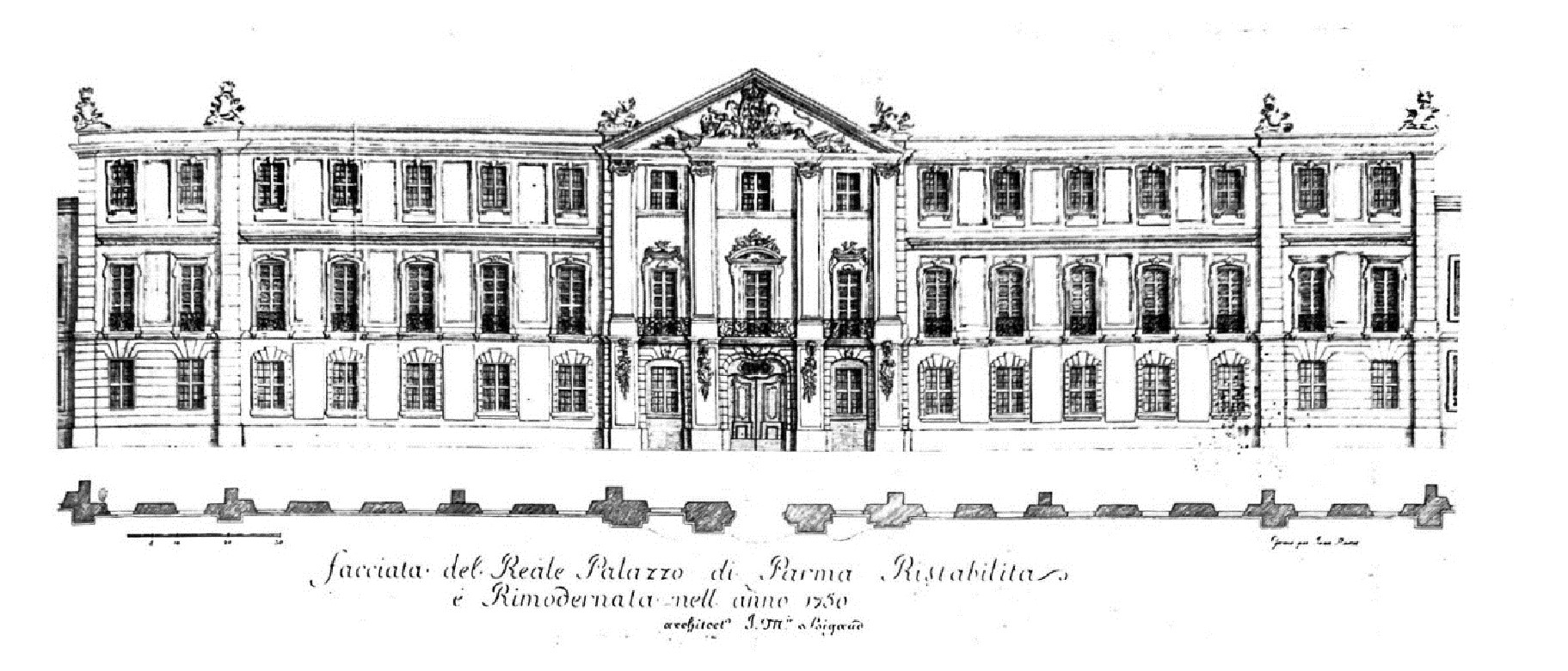
La nueva fachada rococó de 1750.

El duque Felipe, por lo general, prefirió dedicar sus esfuerzos a embellecer el palacio de Colorno, pero en 1750 realizó las primeras tareas de dignificación del Palacio Ducal, encargando una nueva fachada norte en la actual Piazza della Pace. La fachada rocalla, de claro sabor francés, sería obra de Antoine Carlier y Jean Marie Bigoeud. Esta intervención, debía completarse con la apertura de una pequeña plaza enfrente, idea dificultada por la presencia del ábside de la iglesia de San Pietro Martire. La modesta, pero digna, intervención de Carlier y Bigoeud, quedaría no obstante empequeñecida y hasta anulada por los proyectos de la década siguiente.

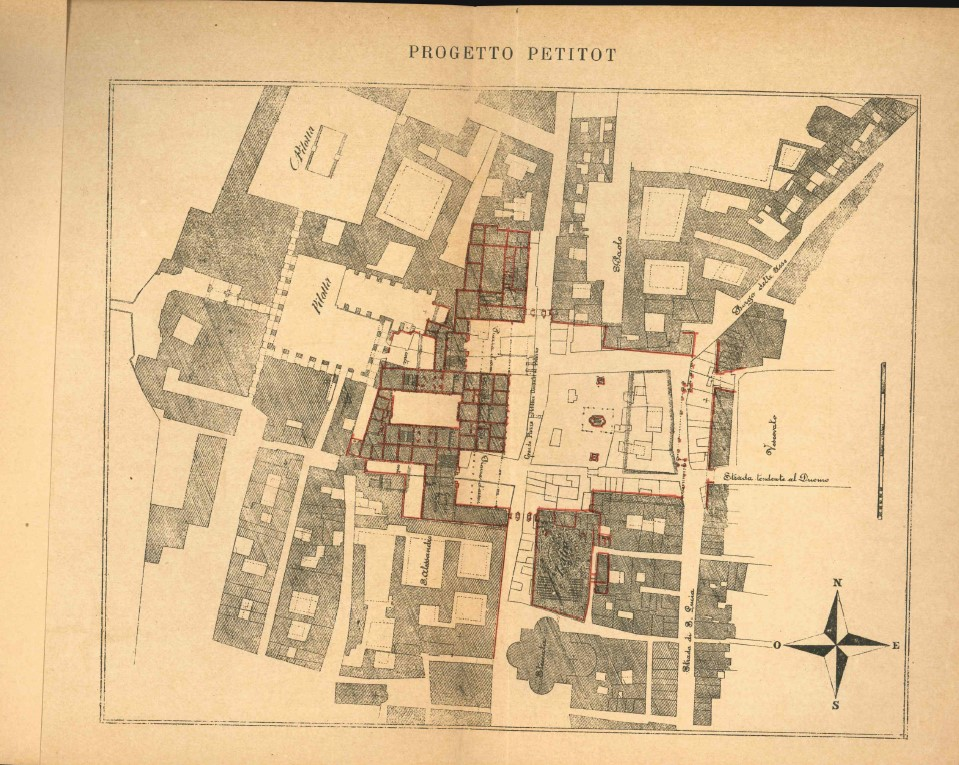
Plano del palacio de Petitot y las demoliciones proyectadas.

En 1765 subió al trono el duque Fernando, hijo de Felipe, pero dada su minoría de edad, la regencia fue asegurada por el ministro reformista Guillaume Du Tillot, que preveía grandes intervenciones urbanísticas y arquitectónicas en la ciudad de Parma. El arquitecto francés Ennemond-Alexandre Petitot debía concebir una nueva residencia ducal (o "Palacio Real" según referencian los documentos) con una gran cour d'honneur y plaza frontal, ello obligaba en primer lugar a demoler la mitad del viejo Palacio Ducal, incluida la fachada de 1750, y números palacios particulares a lo largo de la actual Strada Garibaldi, que la corte había ido adquiriendo para alojar la administración y que incluso servían de residencia privada al propio duque.

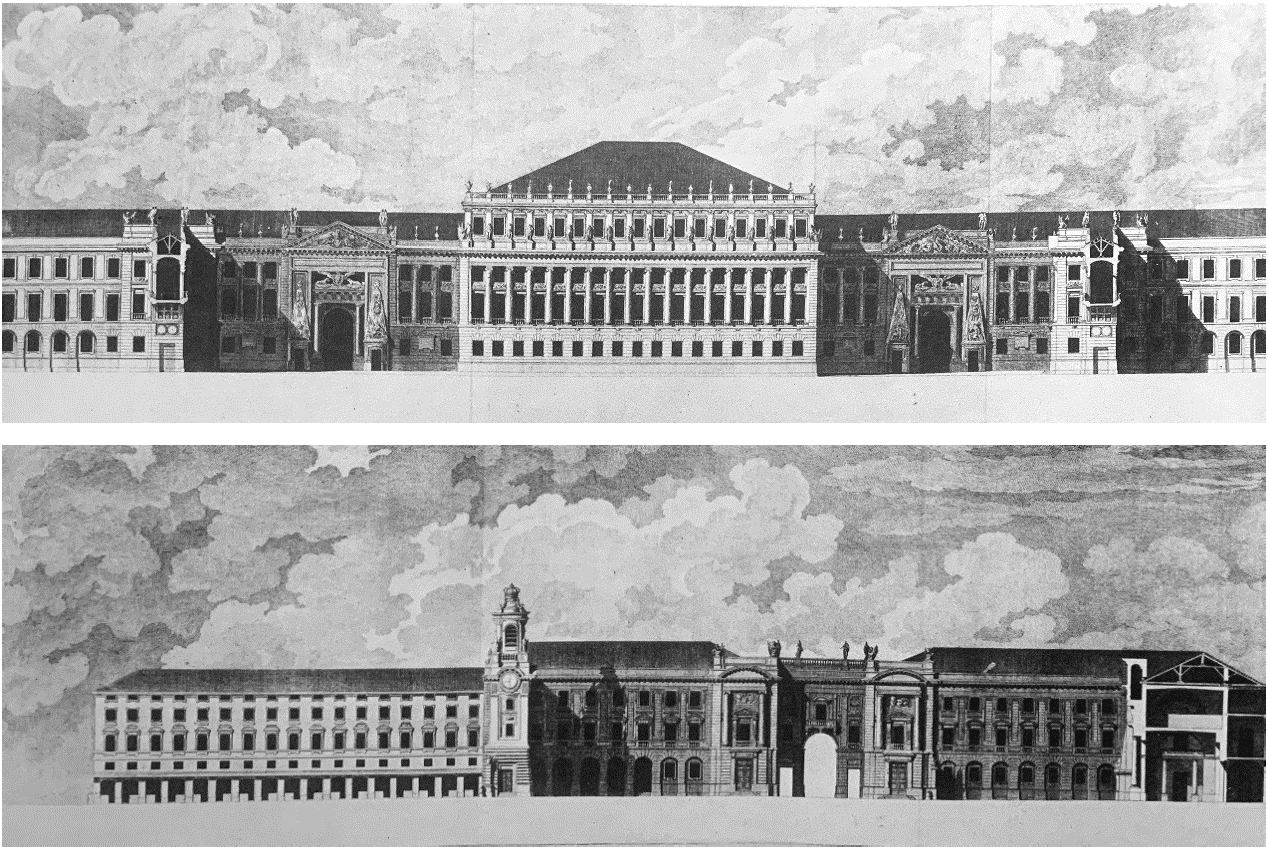
Fachadas de Petitot para en nuevo Palacio Ducal de Parma.

Frente a la decoración rococó desarrollada por Petitot en el interior del palacio, la fachada este mostraba una severidad clásica, sobre todo en el cuerpo central, claramente influenciado por el Palazzo Chiericati edificado por Palladio en Vicenza. La alas laterales servían para regularizar la plaza y esconder los heteróclitos edificios que había detrás.Por su parte, la gran plaza, inspirada en las places royales francesas, se extendería hasta la actual Strada Cavour, superando en tamaño a las otras dos plazas de la ciudad, la Piazza Grande y la Piazza del Duomo, simbolizando la preeminencia del soberano sobre el poder municipal y religioso, respectivamente.
Desafortunadamente, lo único realizado del grandioso proyecto serían las demoliciones de 1767. Pocos años después, en 1771, Tillot cayó en desgracia y el duque Fernando y su esposa perdieron el interés por los palacios parmesanos, dejando un gran vacío en medio de la ciudad, sin que nada se erigiera en su lugar.

### El interludio napoleónico (1802-1815)
Tras el derrocamiento del duque Fernando, Napoléon incorporó el ducado de Parma a la república francesa, luego Primer Imperio, como nuevo departamento del Taro. Pocas intervenciones hay que destacar en este periodo, a excepción de la desamortización y derribo de la iglesia y convento dominico de San Pietro Martire en 1813, que había sido uno de los principales estorbos para la consecución de muchos proyectos arquitectónicos.

### La época de María Luisa de Austria (1815-1847)

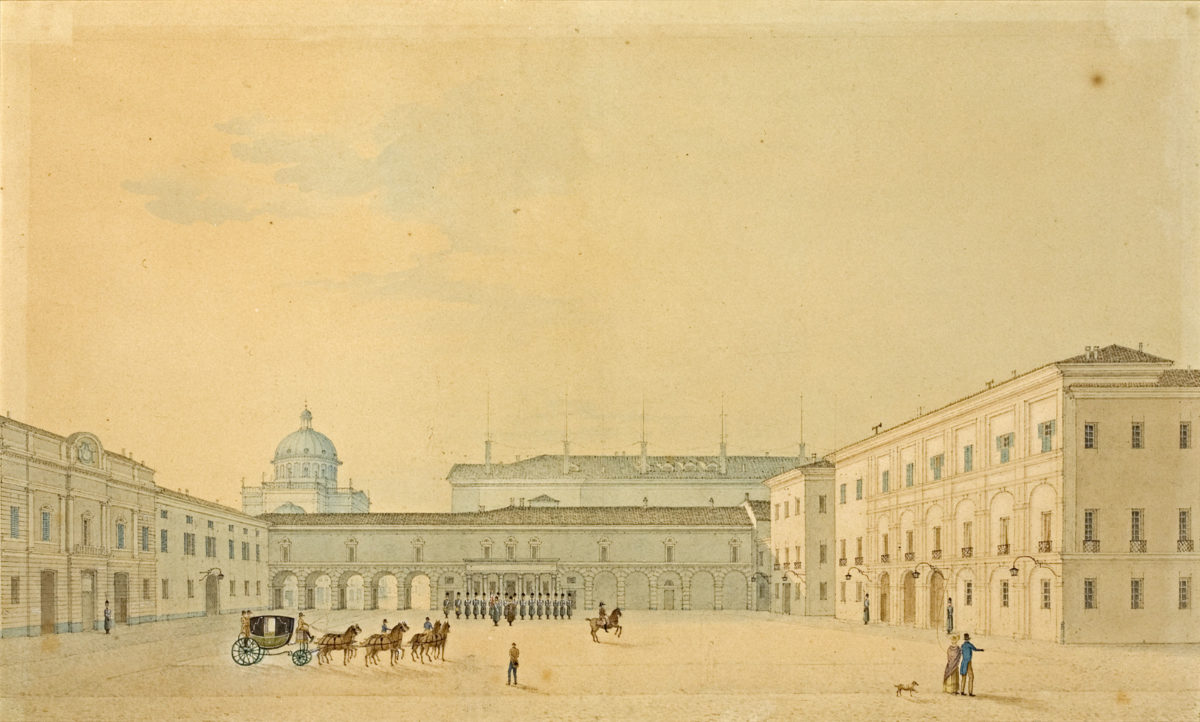
Pintura de la Piazza di Corte por Giuseppe Alinovi hacia 1830.

A la llegada de la nueva duquesa de Parma, María Luisa de Austria, en 1816, el viejo Palacio Ducal seguía presentando un aspecto bastante laberíntico y heteróclito, según se aprecia en una pintura de Giuseppe Alinovi de hacia 1830. El gran espacio de las demoliciones del XVIII lo ocupaba ahora una plaza, llamada Piazza di Corte que corresponde aproximadamente a la actual Piazza della Pace. A la derecha (oeste) aparecía la fachada del Palacio Ducal que había sobrevivido a las demoliciones de 1767, con una fachada temporal neo-renacentista hecha por Petitot. Al fondo (sur) asomaban los tejados del Teatro Regio y de la basílica de Santa Maria della Steccatta. Justo delante de los anteriores había una edificación baja, casi un pasadizo elevado que albergaba el cuerpo de guardia y comunicaba el Palacio Ducal con el Palazzo della Riserva, que se aprecia a la izquierda (este). Este último, actual Museo Glauco Lombardi, había sido edificado en 1764 por Petitot para albergar a los huéspedes ilustres del duque, además de un teatro de corte.

En un principio, María Luisa solo se preocupó de adecuar las estancias para ella, su segundo marido el conde Adam von Neipperg y sus hijos. Un conjunto de acuarelas de Giuseppe Naudin representa precisamente los interiores, más burgueses que regios, del palacio.

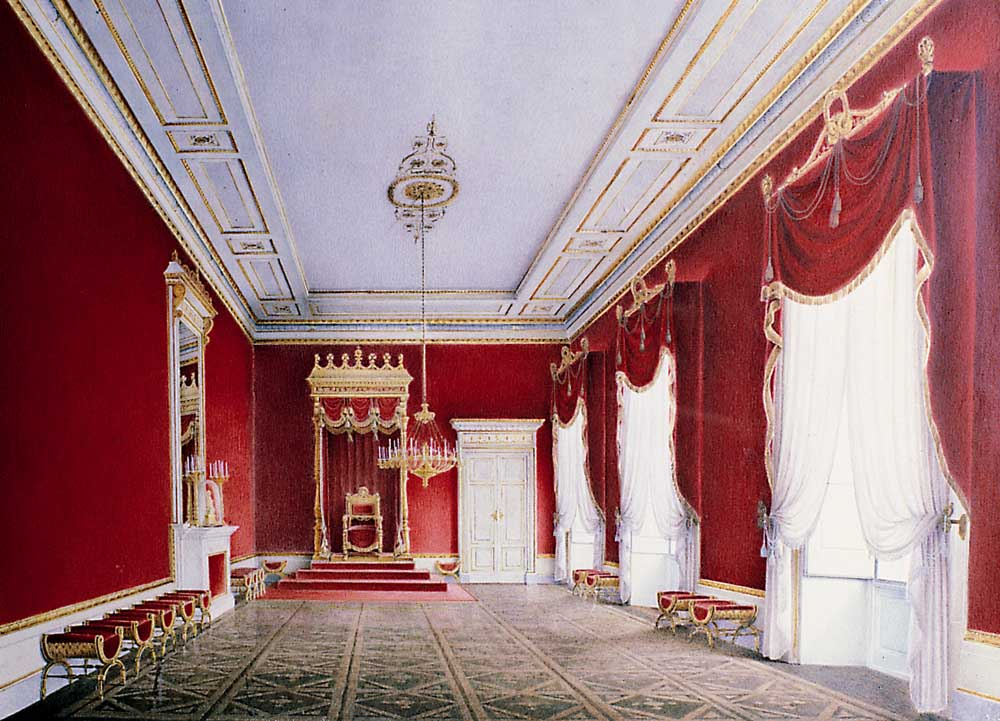
Salón del Trono
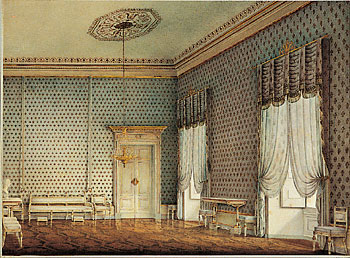
Salón de recepción de la duquesa María Luisa
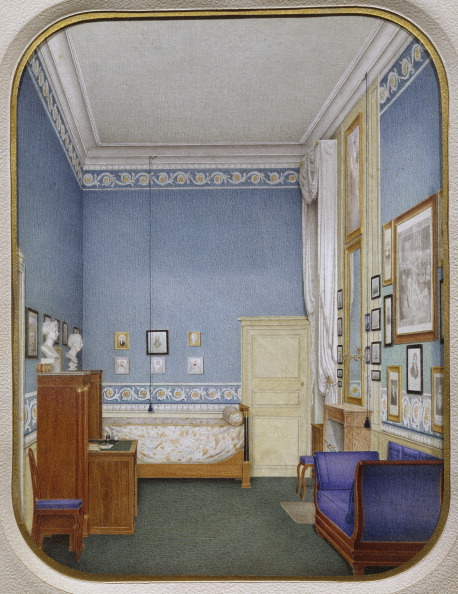
Dormitorio de María Luisa
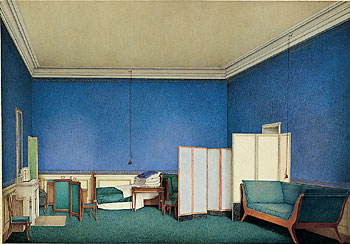
Dormitorio del conde Adam von Neipperg
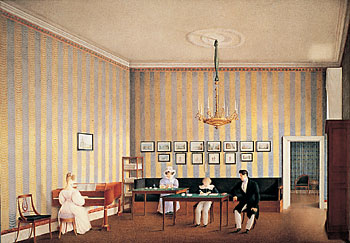
Salón de los hijos de María Luisa

Finalmente, en 1833, María Luisa encargó la reforma de la fachada al arquitecto de corte Nicola Bettoli, que realizó un proyecto sobrio con detalles renacentistas y neoclásicos que evocaba la Villa Reale de Milán, edificada a finales del siglo XVIII por Leopoldo Pollack.

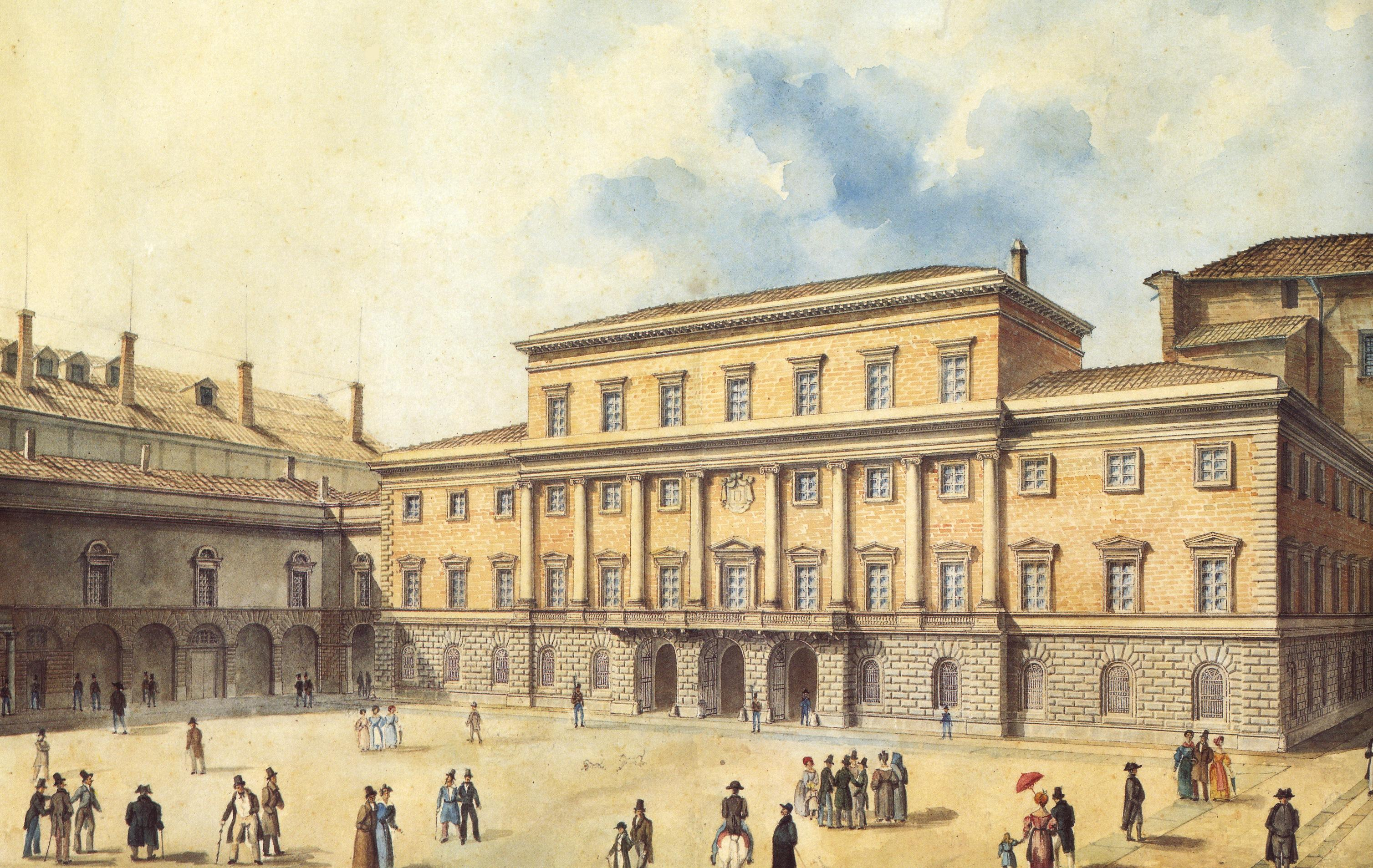
La fachada del Palacio Ducal tras su reforma en 1833.

### De la unificación de Italia a la actualidad (1859-)
En 1859, el ducado de Parma se integró en el reino de Italia y el Palacio Ducal fue vaciado de sus tesoros, que se trasladaron a otras residencias de los Saboya, como el Quirinal o el Palacio Real de Venecia. El edificio pasó a albergar la sede y residencia del prefecto, siendo renombrado Palacio del Gobierno. En 1871, en su lado norte se edificaría el Teatro Reinach.
Desgraciadamente, el 13 de mayo de 1944, el centro de Parma sufriría considerables daños a causa de un bombardeo aliado. El Palazzo della Pilotta y el Teatro Farnese fueron seriamente dañados, mientras que el Palacio Ducal fue prácticamente arrasado. Se presentaron numerosos proyectos de reconstrucción, pero finalmente ninguno se llevó a cabo, dejando la zona como un amplio parking a cielo abierto. Solo en 1997 se decidió celebrar un referéndum sobre la reconstrucción mimética del antiguo Palacio Ducal que, no obstante, no logró el quórum necesario. Finalmente, en 2001, el arquitecto Mario Botta realizó la presente urbanización de la zona, llamada Piazza della Pacce, un amplio espacio verde con césped sin ninguna referencia al antiguo Palacio Ducal.